# Stare Czarnowo
Pour la gmina, voir Stare Czarnowo (gmina).
Stare Czarnowo est une localité polonaise, siège de la gmina rurale de Stare Czarnowo, située dans le powiat de Gryfino en voïvodie de Poméranie-Occidentale. Elle se situe à environ 21 km à l'est de la ville de Gryfino et 20 km au sud-est de la capitale régionale Szczecin.

## Géographie

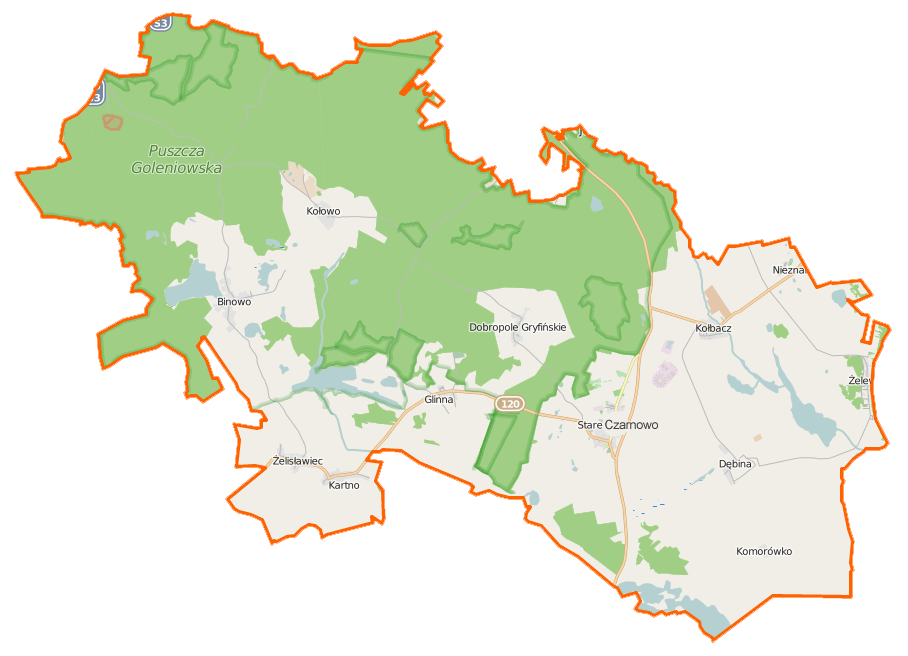
Carte de la gmina de Stare Czarnowo.

## Histoire
Jusqu'en 1945, Neumark fait partie de l'arrondissement de Greifenhagen dans le district de Stettin de la province prussienne de Poméranie.